# Tigerung

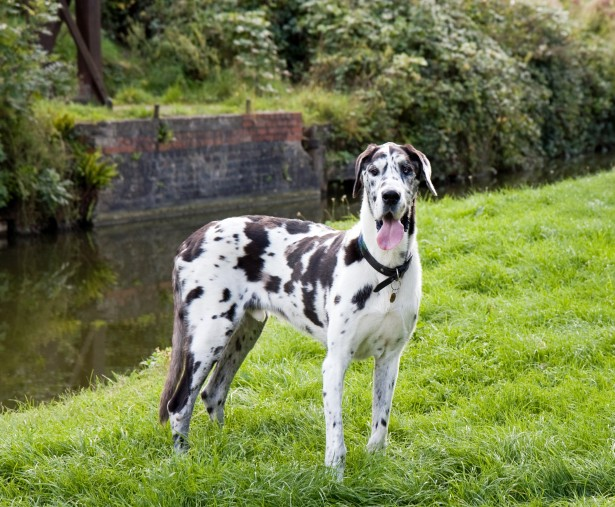
Ein getigerter Hund – Tigerdogge

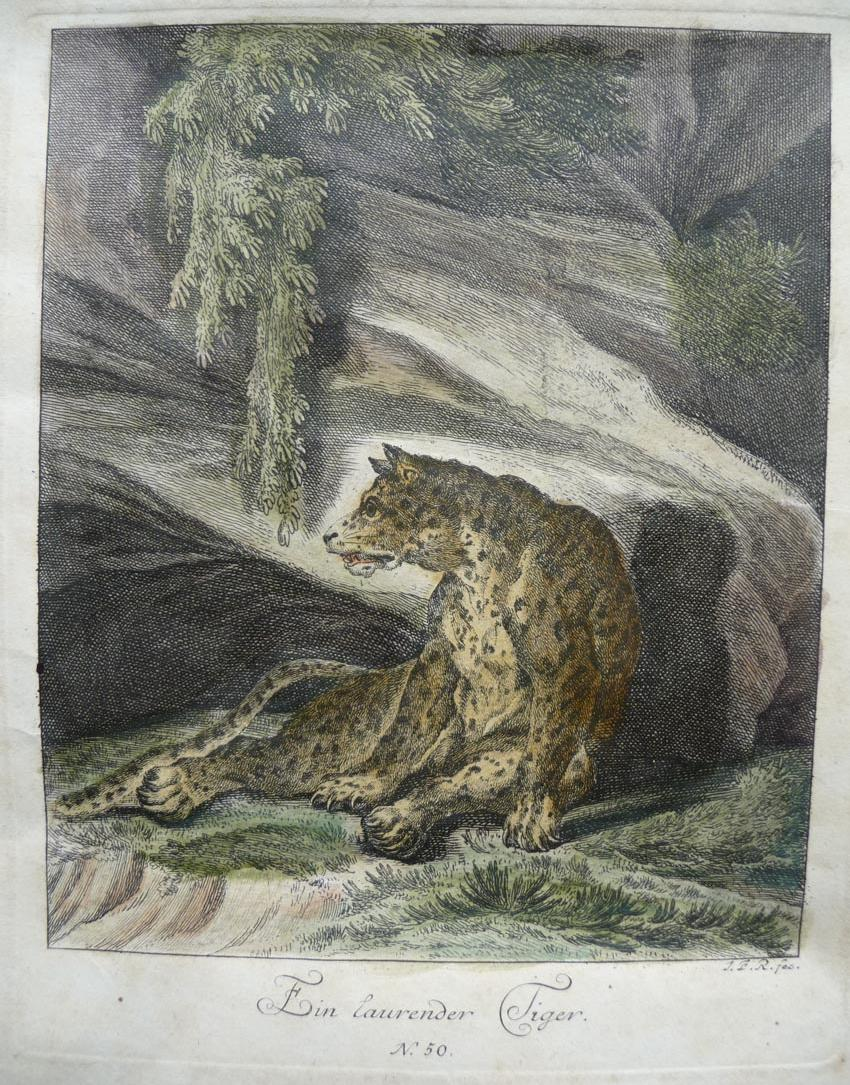
„Ein laurender Tiger“, 1738, von Ridinger – die heutige Terminologie hatte sich noch nicht durchgesetzt.

Tigerung ist eine veraltende Bezeichnung für gefleckte oder gescheckte Fellmuster von Tieren, wie beispielsweise bei der „Tigerdogge“ oder dem Altdeutschen Hütehund vom Schlag Tiger. Bei Hunden auftretende Streifenmusterungen werden als Stromung bezeichnet.
Inzwischen wird der Begriff Tigerung häufiger für gestreifte Fellzeichnungen verwendet, wie sie bei Hauskatzen, die nach Rassestandards gezüchtet werden, erwünscht sein können. Im Gegensatz zur Stromung wird hierbei auf klar voneinander abgesetzte Streifenmuster abgehoben, wie sie beim Tiger häufig aber nicht zwingend auftreten.
Die ältere Verwendung dieses Begriffes dürfte darauf zurückzuführen sein, dass das Wort „Tiger“ im deutschen Sprachschatz bereits vorhanden war, bevor die taxonomische Klassifikation der Großkatzen abgeschlossen wurde. Es ist seit dem 12. Jahrhundert in Deutschland nachweisbar. Die dem Grunde nach noch heute gültige Unterteilung der Eigentlichen Großkatzen (Panthera) innerhalb der Katzen (Felidae) wurde erstmals 1816 von Lorenz Oken vorgenommen. Auch zu dieser Zeit waren in den Benennungen und den Umschreibungen anderer Großkatzen als den – nach heutiger Anschauung – „richtigen“ Tigern, die Bezeichnung Tiger üblich, beispielsweise: „Amerikanischer Tiger“ für den Jaguar.  Auch wurde tigris, also Tiger, von einigen Autoren als Gattungsbegriff für die Eigentlichen Großkatzen gebraucht. In diesem Sinne wurde das Wort um 1800 auch allgemein verwendet.

„Der Tieger, oder Tiger, des -s, plur. ut nom. sing. Diminut. Tiegerchen, Oberd. Tiegerlein.
 1) Eigentlich, ein vierfüßiges fünfzehiges überaus wildes Raubthier, welches so groß wie ein Löwe ist, über den ganzen Körper büschlige oder streifige Flecken hat, und häufig in Asien und Afrika angetroffen wird; das Tiegerthier. 
 2) Figürlich wird auch ein jedes anderes Thier, welches getiegert, d. i. wie ein Tieger gefleckt ist, z. B. ein Pferd, ein Hund, eine Katze, ein Tieger genannt. Der Nahme ist aus dem Griech. und Lat. Tigris.“

Mit der Tigerung war ursprünglich (zumindest auch) der Bedeutungsinhalt einer gefleckten Fellzeichnung verbunden, was sich erst nach Abschluss der Klassifikation der Großenkatzen – d. h. der Festlegung, was in biologisch-taxonomischer Hinsicht unter einem Tiger zu verstehen ist, und dessen Abgrenzung von anderen Großkatzen –  nach und nach zu der überwiegenden Vorstellung änderte, dass hierunter allein ein Streifenmuster zu verstehen sei. Mit dem Fortgang der Klassifikation und der Ausdifferenzierung des Wissensstandes in der Bevölkerung fand eine Bedeutungsverengung oder besser ein Wechsel des mit dem Begriff verbundenen Bildes, wie ein Tiger und damit eine Tigerung auszusehen hätte, statt, der in der Alltagssprache fast vollständig abgeschlossen ist. Gleichwohl blieb er als Fachbegriff, etwa auf dem Feld der Kynologie, unverändert bestehen.
Im Duden werden beide Bedeutungen angeführt.

## Tigerung bei Hunden
Arten der Tigerung bei Hunden respektive diesbezüglich existierende Bezeichnungen sind:
Doggen:
- Gefleckte Tiger
  - zuchtseitig präferierte „normale“ Tigerdogge (weiße Grundfarbe mit schwarzen Flecken; heterozygotes Merle + heterozygotes Harlekin (MmHh))
  - Grautiger (graue Grundfarbe mit schwarzen Flecken; (Mmhh))[8]
  - Weißtiger (Weißanteil von mehr als 50 %;[9] in der Regel wohl homozygotes Merle (MMhh/MMHh) mit den damit verbundenen Gesundheitsproblemen[8] (Qualzucht))
  - und andere (bei Doggen gelten alle andersfarbigen Gefleckt-Tigerungen als die vorgenannten als Fehlfarben)
- Manteltiger (bei Doggen standardseitig erwünscht: schwarzer Mantel auf weißer Grundfarbe; alle anderen Mantelfarben gelten als Fehlfarben)
  - Blaumanteltiger
  - Gelbmanteltiger
  - u. a.

Dackel (‚Tigerdackel‘):
- Schwarztiger (schwarze Grundfarbe mit Brand + Aufhellung durch heterozygotes Merle (Mm); dies führt (im Idealfall) zu dunkelanthraziten bis silbergrauen Farbfeldern auf schwarzer Grundfarbe. Gewünscht ist eine klar abgegrenzte, gleichmäßige Verteilung zwischen der Grundfarbe Schwarz und der Merlezeichnung über den gesamten Körper.)
- Rottiger (rote Grundfarbe + Aufhellung durch heterozygotes Merle (Mm))
- Brauntiger (braune Grundfarbe + Aufhellung durch heterozygotes Merle (Mm))
- Ferner können gemischtfarbige Tiger gezogen werden, die jedoch nicht standardkonform ausfallen können.
- Weißtiger können durch fehlerhafte Verpaarung von Tiger * Tiger (MM) entstehen; Weiß ist keine im FCI-Standard für den Dachshund vorgesehene Farbe.

Altdeutsche Hütehunde vom Schlag Tiger (sprechender Name wie bei fast allen Altdeutschen):
- Weißtiger (hier auch für heterozygotes Merle verwendet; weiß und schwarz)
- Grautiger (grau und schwarz)
- Rottiger (rot und schwarz)[11]
- dreifarbige Tiger

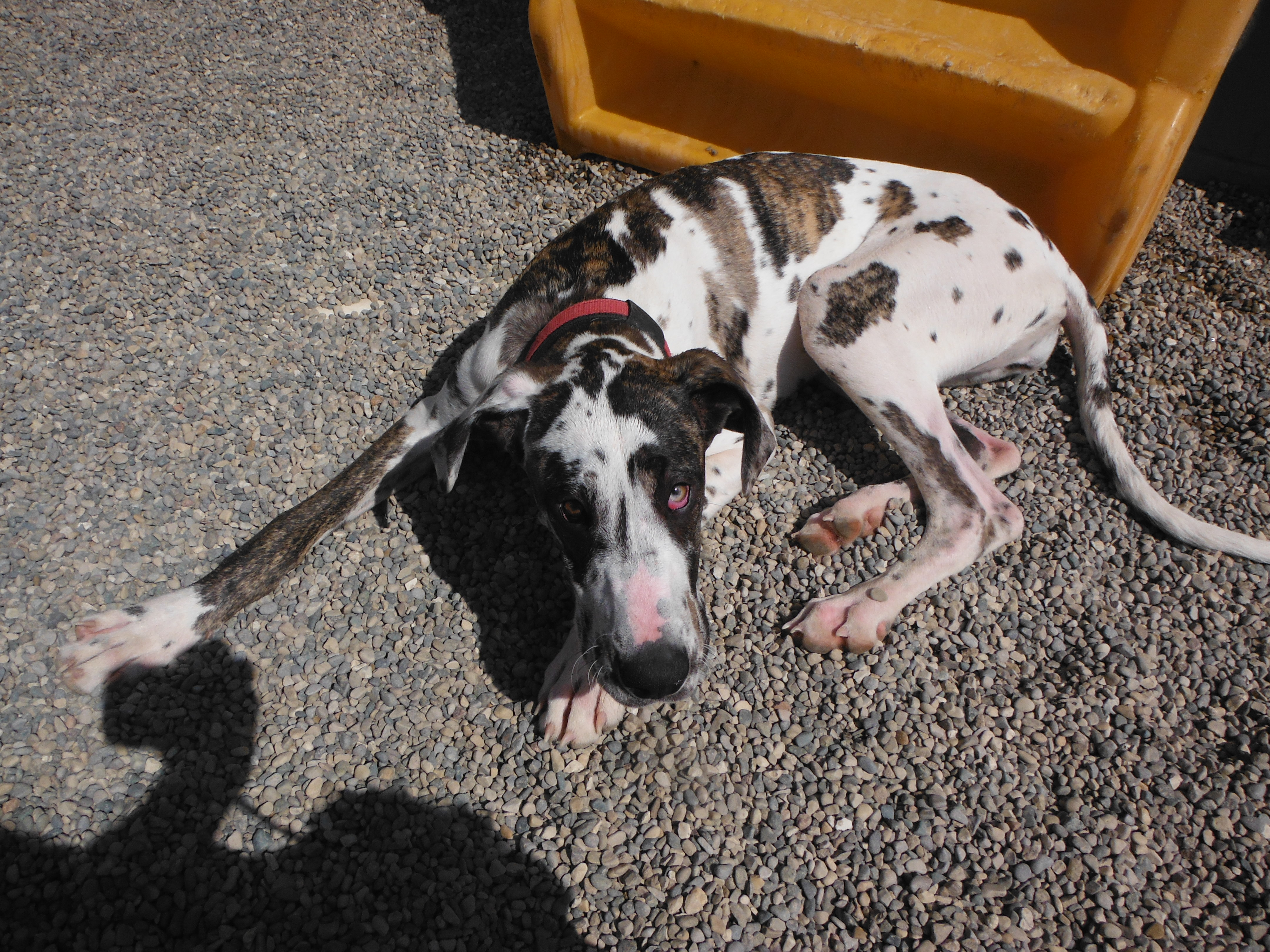
Dogge, die sowohl getigert als auch gestromt (in den Flecken) ist.
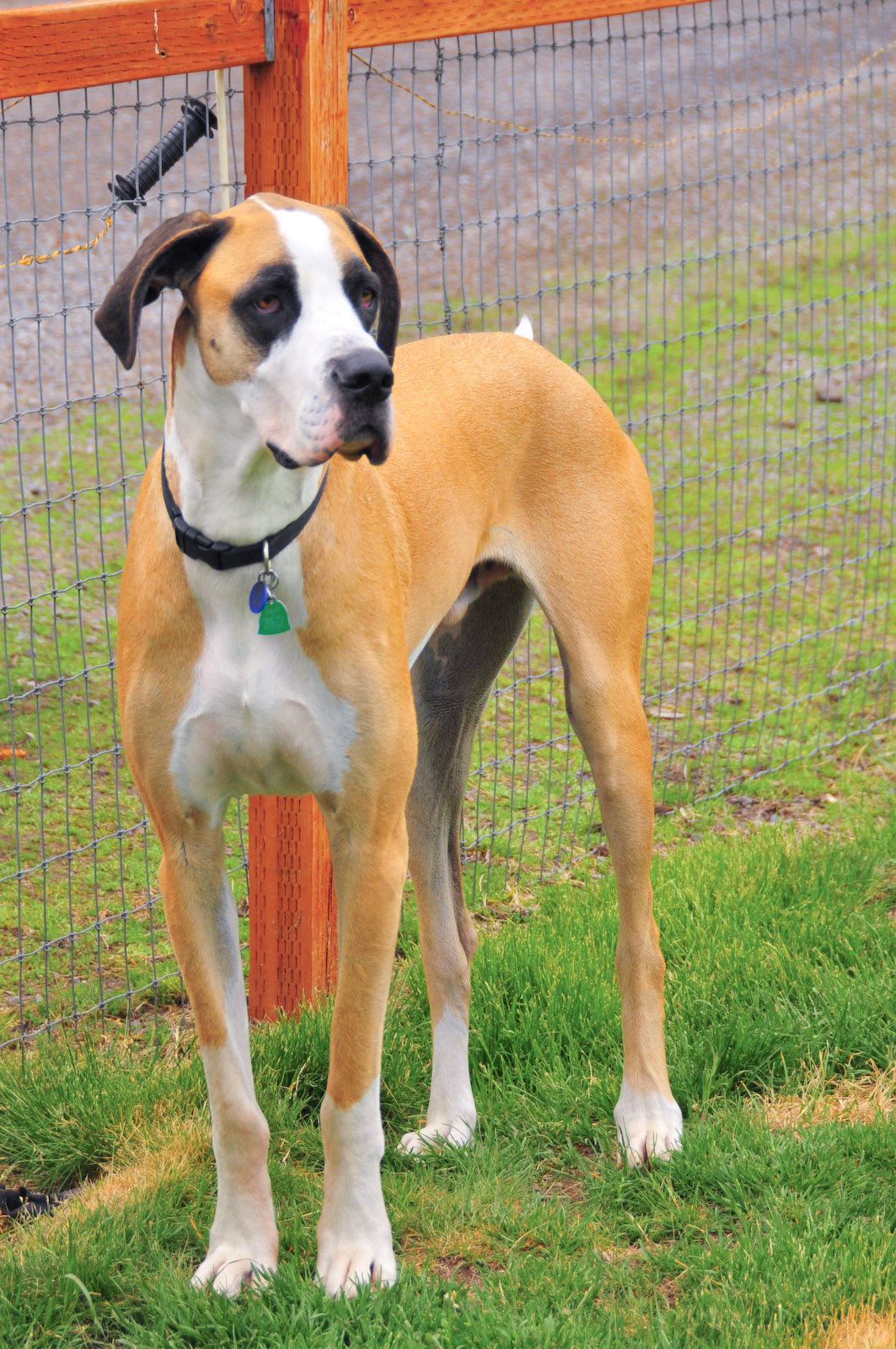
Gelber Manteltiger (Fehlfarbe)
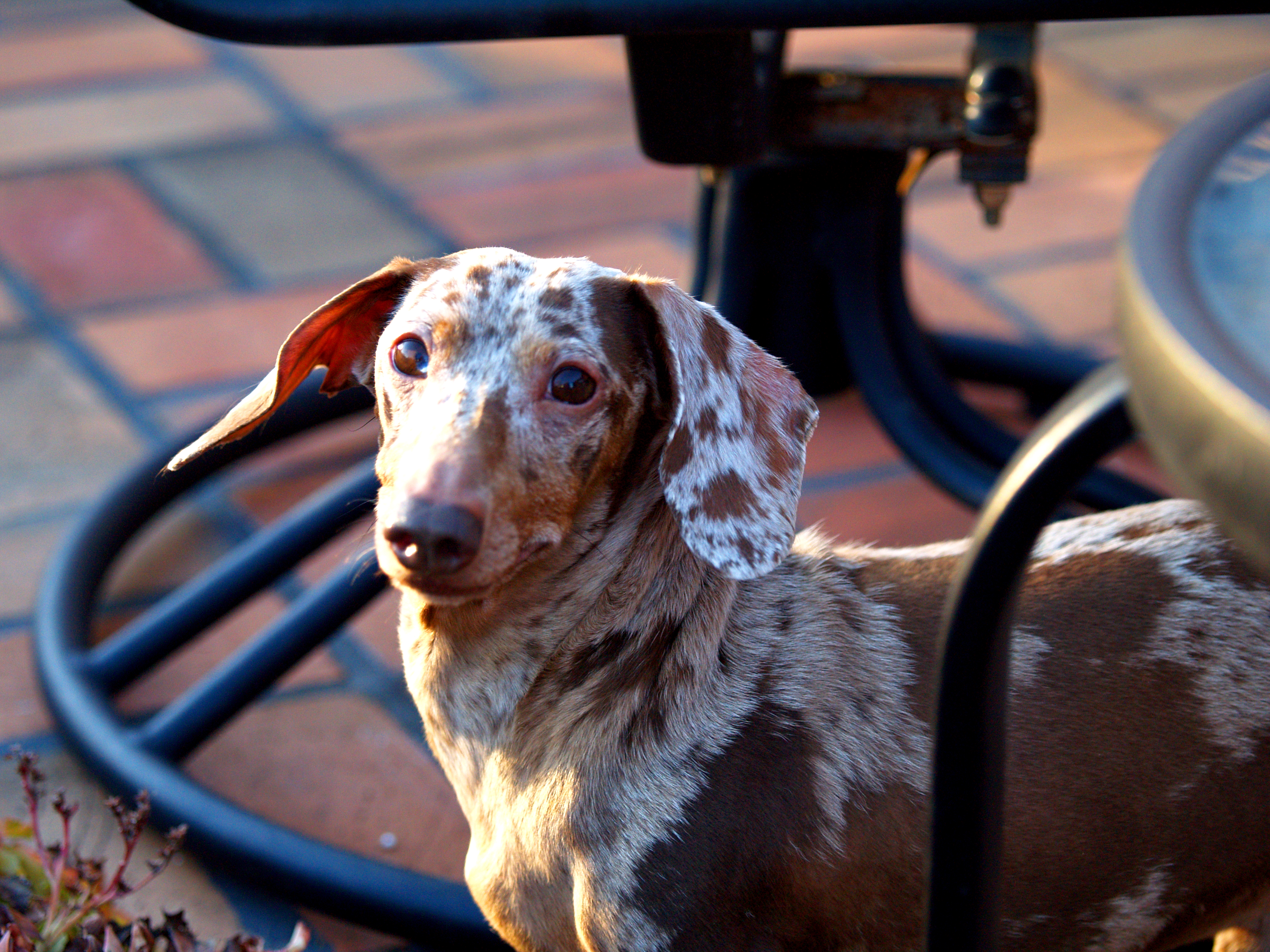
Brauntiger (Dackel)
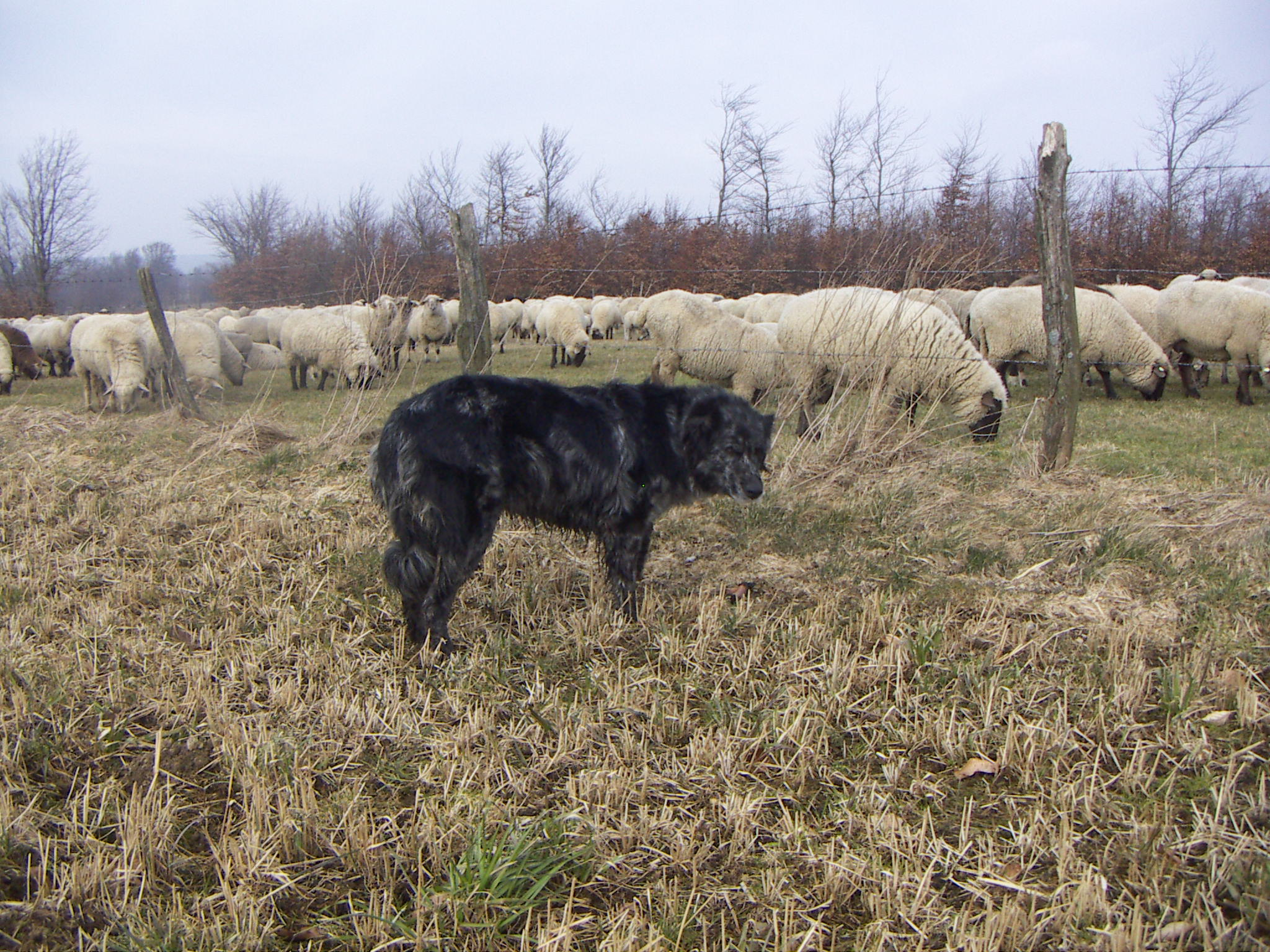
graugetigerter Altdeutscher Hütehund